# Ballana pleura
Ballana pleura är en insektsart som beskrevs av Delong 1937. Ballana pleura ingår i släktet Ballana och familjen dvärgstritar. Inga underarter finns listade i Catalogue of Life.